# 1946年-1949年の市町村合併
1946年-1949年の市町村合併（1946ねん-1949ねんのしちょうそんがっぺい）では1946年から1949年にかけて行われた日本の市町村合併の一覧を載せる。

## 1946年
- 3月1日
  - 兵庫県姫路市+飾磨市+飾磨郡白浜町+広畑町+揖保郡網干町+大津村+勝原村+余部村=姫路市（新設）
- 6月1日
  - 神奈川県愛甲郡三田村+棚沢村+下川入村+妻田村+及川村+林村=愛甲郡睦合村（新設）
  - 新潟県岩船郡村上町+村上本町=岩船郡村上町（新設）
- 10月1日
  - 東京都神着村+伊豆村+伊ヶ谷村=三宅村（新設）
- 11月1日
  - 大阪府北河内郡守口町+三郷町=守口市（新設/市制）
- 11月3日
  - 神奈川県足柄上郡山田村+上中村=足柄上郡相和村（新設）

## 1947年
- 1月20日
  - 兵庫県洲本市+津名郡上灘村=洲本市（編入）
- 2月11日
  - 福島県福島市+信夫郡渡利村+杉妻村=福島市（編入）
  - 奈良県生駒郡龍田町+法隆寺村+富郷村=生駒郡斑鳩町（新設）
- 3月1日
  - 兵庫県伊丹市+川辺郡神津村=伊丹市（編入）
  - 兵庫県尼崎市+川辺郡園田村=尼崎市（編入）
  - 兵庫県神戸市+武庫郡山田村+有馬郡有馬町+有野村=神戸市兵庫区（編入）
  - 兵庫県神戸市+明石郡伊川谷村+櫨谷村+押部谷村+玉津村+平野村+神出村+岩岡村=神戸市垂水区（編入）
- 3月10日
  - 福島県福島市+信夫郡瀬上町+清水村+岡山村+鎌田村+吉井田村の一部=福島市（編入）
- 3月13日
  - 茨城県北相馬郡取手町+井野村=北相馬郡取手町（編入）
- 3月15日
  - 東京都麹町区+神田区=千代田区（新設/特別区制）
  - 東京都日本橋区+京橋区=中央区（新設/特別区制）
  - 東京都芝区+麻布区+赤坂区=港区（新設/特別区制）
  - 東京都四谷区+牛込区+淀橋区=新宿区（新設/特別区制）
  - 東京都小石川区+本郷区=文京区（新設/特別区制）
  - 東京都下谷区+浅草区=台東区（新設/特別区制）
  - 東京都本所区+向島区=墨田区（新設/特別区制）
  - 東京都深川区+城東区=江東区（新設/特別区制）
  - 東京都品川区+荏原区=品川区（新設/特別区制）
  - 東京都大森区+蒲田区=大田区（新設/特別区制）
  - 東京都滝野川区+王子区=北区（新設/特別区制）
  - 大阪府豊中市+豊能郡中豊島村+南豊島村+小曽根村=豊中市（編入）
  - 徳島県板野郡鳴門町+撫養町+瀬戸町+里浦村=鳴南市（新設/市制）
- 4月1日
  - 神奈川県藤沢市+鎌倉郡片瀬町=藤沢市（編入）
- 8月10日
  - 静岡県田方郡伊東町+小室村=伊東市（新設/市制）
- 9月1日
  - 茨城県土浦市+新治郡都和村+稲敷郡朝日村の一部=土浦市（編入）
- 10月1日
  - 岐阜県大垣市+不破郡綾里村+安八郡洲本村=大垣市（編入）
- 11月15日
  - 島根県邇摩郡八代村+大家村=邇摩郡大代村（新設）

## 1948年
- 1月1日
  - 神奈川県鎌倉市+鎌倉郡深沢村=鎌倉市（編入）
  - 大阪府三島郡茨木町+春日村+三島村+玉櫛村=茨木市（新設/市制）
  - 大阪府高槻市+三島郡阿武野村=高槻市（編入）
- 2月11日
  - 青森県上北郡三沢村+六戸村の一部+下田村の一部+浦野館村の一部=上北郡大三沢町（新設/町制）
- 4月1日
  - 岩手県西磐井郡一関町+山目町+中里村+真滝村=一関市（新設/市制）
  - 神奈川県小田原市+足柄下郡下府中村=小田原市（編入）
  - 神奈川県足柄下郡国府津町+田島村=足柄下郡国府津町（編入）
  - 福井県南条郡武生町+神山村=武生市（新設/市制）
  - 京都府京都市+葛野郡中川村+小野郷村=京都市上京区（編入）
  - 大阪府中河内郡八尾町+龍華町+久宝寺村+大正村+西郡村=八尾市（新設/市制）
  - 大阪府岸和田市+泉北郡山滝村=岸和田市（編入）
  - 兵庫県揖保郡龍野町+小宅村=揖保郡龍野町（新設）
  - 岡山県児島郡味野町+児島町+下津井町+本荘村=児島市（新設/市制）
  - 熊本県天草郡亀浦村+早浦村=天草郡二浦村（新設）
- 4月5日
  - 愛知県碧海郡新川町+大浜町+棚尾町+旭村=碧南市（新設/市制）
- 4月10日
  - 静岡県静岡市+庵原郡西奈村=静岡市（編入）
- 5月3日
  - 広島県御調郡中庄村+三浦村の一部=御調郡中庄村（編入）
  - 広島県御調郡三庄町+三浦村の一部=御調郡三庄町（編入）
- 6月1日
  - 神奈川県鎌倉市+鎌倉郡大船町=鎌倉市（編入）
  - 岐阜県大垣市+安八郡浅草村=大垣市（編入）
- 7月1日
  - 新潟県長岡市+古志郡山通村の一部=長岡市（編入）
  - 新潟県古志郡宮内町+山通村の一部=古志郡宮内町（編入）
- 8月1日
  - 大阪府豊能郡箕面町+萱野村+止々呂美村=豊能郡箕面町（新設）
- 9月1日
  - 静岡県磐田郡袋井町+周智郡久努西村=磐田郡袋井町（新設）
- 9月10日
  - 福岡県小倉市+企救郡東谷村=小倉市（編入）
- 10月1日
  - 岐阜県大垣市+安八郡川並村+牧村の一部=大垣市（編入）
- 10月10日
  - 島根県松江市+八束郡法吉村=松江市（編入）
- 11月3日
  - 福井県今立郡鯖江町+新横江村+舟津村=今立郡鯖江町（新設）
- 12月1日
  - 宮城県遠田郡涌谷町+元涌谷村=遠田郡涌谷町（新設）
  - 山形県最上郡新庄町+稲舟村=最上郡新庄町（編入）
- 12月25日
  - 三重県松阪市+飯南郡松江村+朝見村=松阪市（編入）

## 1949年
- 1月1日
  - 富山県高岡市+西礪波郡福田村=高岡市（編入）
- 4月1日
  - 福島県西白河郡白河町+大沼村=白河市（新設/市制）
  - 岐阜県大垣市+安八郡中川村=大垣市（編入）
  - 京都府福知山市+天田郡西中筋村+下川口村+上豊富村=福知山市（編入）
  - 京都府京都市+愛宕郡雲ヶ畑村=京都市上京区（編入）
  - 京都府京都市+愛宕郡岩倉村+八瀬村+大原村+静市野村+鞍馬村+花脊村+久多村=京都市左京区（編入）
- 6月1日
  - 石川県金沢市+河北郡川北村=金沢市（編入）
- 7月1日
  - 新潟県刈羽郡中里村+横沢村+武石村+七日町村=刈羽郡小国村（新設）
  - 岐阜県岐阜市+山県郡岩野田村=岐阜市（編入）
  - 京都府何鹿郡以久田村+小畑村=何鹿郡豊里村（編入/改称）
- 9月1日
  - 長野県小県郡東塩田村+富士山村=小県郡東塩田村（新設）
- 10月1日
  - 岐阜県武儀郡関町+加茂郡富岡村の一部=武儀郡関町（編入）
  - 岐阜県加茂郡富田村+富岡村の一部=加茂郡富田村（編入）
  - 京都府乙訓郡新神足村+海印寺村+乙訓村=乙訓郡長岡町（新設）
  - 広島県高田郡秋越村+市川村=高田郡高南村（新設）
- 11月3日
  - 千葉県市川市+東葛飾郡大柏村=市川市（編入）
- 12月1日
  - 山梨県甲府市+中巨摩郡池田村+西山梨郡住吉村の一部=甲府市（編入）